# Campionato mondiale di tamburello femminile
Il campionato mondiale di tamburello femminile è una competizione sportiva internazionale a cadenza quadriennale organizzata dalla Federazione Internazionale del Tamburello (FIBT).
Si tratta di un torneo tra nazionali di tamburello, nella versione denominata Open o Outdoor(cioè all'aperto), che assegna il titolo di campione del mondo alla nazionale vincitrice.
La prima ad aggiudicarsi il titolo iridato è stata la Francia, vincitrice dell'edizione 2012. Il campione in carica è l'Italia che ha vinto l'edizione 2016.

## Edizioni
| Anno          | Ospitante |           | Finale    | Finale   | Finale    |           | Finale terzo e quarto posto | Finale terzo e quarto posto | Finale terzo e quarto posto |
| Anno          | Ospitante | Vincitore | Risultato | 2º posto | 3º posto  | Risultato | 4º posto                    |                             |                             |
| 2012 Dettagli | Francia   | Francia   | 13 – 8    | Italia   | -         | -         | -                           |                             |                             |
| 2016 Dettagli | Italia    | Italia    | 13 – 7    | Francia  | Catalogna | 13 - 5    | Germania                    |                             |                             |